# Élections législatives tuvaluanes de 2015
Des élections législatives ont lieu aux Tuvalu le 31 mars 2015. Initialement prévues pour le 19 mars, elles sont reportées d'une semaine en raison des dégâts provoqués par le passage du cyclone Pam, puis reportées encore de cinq jours, les dégâts et le nombre de personnes ayant dû quitter leur foyer étant encore trop importants. Il s'agit de renouveler les quinze députés du Fale i Fono (parlement national monocaméral), à l'issue de leur mandat de quatre ans. Les Tuvalu sont une monarchie parlementaire fondée sur le modèle de Westminster.
À la suite de l'élection, le nouveau Parlement renouvelle sa confiance dans le premier ministre sortant, Enele Sopoaga,.

## Système électoral et politique
Les Tuvalu sont une démocratie sans parti politique ; les députés siègent donc sans étiquette, mais s'assemblent en une majorité et opposition parlementaires. Le pays est divisé en huit circonscriptions électorales, correspondant aux huit atolls ou îles habités du pays. Chaque circonscription est représentée par deux députés, à l'exception de Nukulaelae, qui n'en élit qu'un seul. Tous sont choisis au scrutin uninominal majoritaire à un tour.
Le mandat du Parlement étant de quatre ans, les élections étaient initialement prévues pour août 2014 environ (cf. « contexte », ci-dessous).

## Contexte

### Élections de 2010 et suites
Les élections législatives de septembre 2010 avaient porté au pouvoir Maatia Toafa, qui disposait alors de huit sièges. Le 24 décembre, le gouvernement Toafa est destitué par une motion de censure parlementaire, ayant perdu la confiance de l'un de ses députés. Un nouveau gouvernement est formé par Willy Telavi. Le 21 décembre 2012, le décès du ministre des Finances Lotoala Metia prive à son tour le gouvernement Telavi d'une majorité claire au Parlement : il ne dispose plus que de sept sièges, soit autant que l'opposition dirigée par Enele Sopoaga. Dès lors, le gouvernement ne convoque plus le Parlement, engendrant une crise constitutionnelle. L'opposition se tourne à terme vers le gouverneur général, Sir Iakoba Italeli. Le 1er août 2013, celui-ci limoge le premier ministre, et nomme Sopoaga premier ministre par intérim. Le 2 août, le Parlement retire officiellement sa confiance dans le gouvernement Telavi, et l'opposition, majoritaire, prend le pouvoir. Le pays a ainsi connu trois gouvernements différents durant la législature 2010-2014.
Le premier ministre Enele Sopoaga est un diplomate de carrière, ancien ambassadeur auprès de l'Organisation des Nations unies, vice-président de l'Alliance des petits États insulaires, et « négociateur des Tuvalu en matière de changement climatique », tentant d'éveiller la conscience de la communauté internationale quant aux dangers encourus par les Tuvalu et les autres petits États insulaires face aux conséquences du changement climatique. Entrant en politique en 2010, il est vice-premier ministre et ministre des Affaires étrangères et de l'Environnement sous Maatia Toafa.
Ancien chef de la police, le chef de l'opposition Willy Telavi est député depuis 2006, et a exercé les fonctions de ministre de l'Intérieur et du Développement rural sous le premier ministre Apisai Ielemia (2006-2010), puis ministre de l'Intérieur sous Maatia Toafa (2010), avant de devenir premier ministre, puis chef de l'opposition. En août 2014, Telavi démissionne de son siège de député, invoquant les problèmes de santé de son épouse. Sa démission entraîne une élection partielle en septembre, remportée par le gouvernement. À compter de septembre 2014, le gouvernement Sopoaga dispose alors de onze sièges au Parlement, contre seulement quatre pour l'opposition. Le nom du successeur de Telavi comme chef de l'opposition n'est pas connu à ce jour.

### Cyclone Pam
Moins d'une semaine avant la date prévue pour l'élection, le pays est frappé par le cyclone Pam. Ce dernier n'a pas encore atteint sa pleine puissance, et aucun mort n'est à déplorer, mais il provoque de très importants dégâts matériels et des inondations. Le cyclone détruit des foyers et endommage les terres agricoles. Le Premier ministre Enele Sopoaga estime que 45 % de ses concitoyens ont été contraints de fuir leur foyer, et se rend dans les îles reculées pour constater les dégâts,. Les dégâts engendrés par le cyclone entraînent un report des élections.

## Résultats
Sur les onze députés de la majorité sortante, neuf sont réélus et deux (dont le vice-Premier ministre Vete Sakaio) sont battus. Parmi les quatre députés d'opposition sortants, trois sont réélus ; Pelenike Isaia, la seule femme députée sortante, est battue. Le nouveau Parlement compte une femme : Puakena Boreham, élue à Nui, la circonscription perdue par Pelenike Isaia. Il n'y avait que trois femmes candidates ; la troisième, Hilia Vavae, est battue à Nanumea,.
Le nouveau Parlement siège le 10 avril, et renouvelle sa confiance en Enele Sopoaga, qui conserve le poste de Premier ministre. Deux des nouveaux députés (Puakena Boreham et Samuelu Teo) rejoignent sa majorité parlementaire, lui conférant au total onze sièges sur quinze,,. L'opposition ne présente pas de candidat au poste. Sopoaga nomme son gouvernement le jour même.
| Faction | Faction                            | Dirigeant     | Sièges | +/- |
| ------- | ---------------------------------- | ------------- | ------ | --- |
|         | Partisans du gouvernement sortant  | Enele Sopoaga | 11     | +0  |
|         | Partisans de l'opposition sortante |               | 4      | +0  |

Les résultats sont les suivants,. La couleur gris clair indique un député partisan du gouvernement Sopoaga sortant ; le gris foncé, un partisan de l'opposition sortante.

### Funafuti
| Député sortant | Député sortant    | Faction    | Fonctions     | Sortant se représente ? | Élu | Élu               | Faction    |
| -------------- | ----------------- | ---------- | ------------- | ----------------------- | --- | ----------------- | ---------- |
|                | Kausea Natano     | Opposition | simple député | oui                     |     | Kausea Natano     | Opposition |
|                | Sir Kamuta Latasi | Opposition | simple député | oui                     |     | Sir Kamuta Latasi | Opposition |

| Candidat                   | Voix | %       | +/-   | Résultat |
| -------------------------- | ---- | ------- | ----- | -------- |
| Kausea Natano              | 423  | 37,57 % | - 4,9 | réélu    |
| Sir Kamuta Latasi          | 372  | 33,04 % | + 3,6 | réélu    |
| Kalepou Tili               | 125  | 11,10 % | n/a   |          |
| Pugameau Naseli Kaituumana | 206  | 18,29 % | n/a   |          |

### Nanumaga
| Député sortant | Député sortant | Faction      | Fonctions                                     | Sortant se représente ? | Élu | Élu            | Positionnement de l'élu |
| -------------- | -------------- | ------------ | --------------------------------------------- | ----------------------- | --- | -------------- | ----------------------- |
|                | Monise Laafai  | Gouvernement | ministre des Communications et des Transports | oui                     |     | Monise Laafai  | Gouvernement            |
|                | Otinielu Tausi | Gouvernement | Président du Parlement                        | oui                     |     | Olinielu Tausi | Gouvernement            |

| Candidat       | Voix | %        | +/-    | Résultat |
| -------------- | ---- | -------- | ------ | -------- |
| Monise Laafai  | 315  | 35,63 %  | - 6,3  | réélu    |
| Otinielu Tausi | 327  | 37,00 %  | + 11,6 | réélu    |
| Lutelu Faavae  | 242  | 27, 38 % | n/a    |          |

### Nanumea
| Député sortant | Député sortant  | Faction      | Fonctions                                            | Sortant se représente ? | Élu | Élu             | Positionnement de l'élu |
| -------------- | --------------- | ------------ | ---------------------------------------------------- | ----------------------- | --- | --------------- | ----------------------- |
|                | Maatia Toafa    | Gouvernement | ministre des Finances et du Développement économique | oui                     |     | Maatia Toafa    | Gouvernement            |
|                | Satini Manuella | Gouvernement | simple député                                        | oui                     |     | Satini Manuella | Gouvernement            |

| Candidat        | Voix | %       | +/- | Résultat |
| --------------- | ---- | ------- | --- | -------- |
| Maatia Toafa    | 515  | 32,66 % | - 5 | réélu    |
| Satini Manuella | 524  | 33,23 % | n/a | réélu    |
| David Manuella  | 273  | 17,31 % | n/a |          |
| Hilia Vavae     | 229  | 14,52 % | n/a |          |
| Kata Pulusi     | 36   | 2,28 %  | n/a |          |

### Niutao
| Député sortant | Député sortant | Faction      | Fonctions                                                          | Sortant se représente ? | Élu | Élu         | Positionnement de l'élu |
| -------------- | -------------- | ------------ | ------------------------------------------------------------------ | ----------------------- | --- | ----------- | ----------------------- |
|                | Fauoa Maani    | Gouvernement | ministre de l'Éducation, de la Jeunesse, des Sports et de la Santé | oui                     |     | Fauoa Maani | Gouvernement            |
|                | Vete Sakaio    | Gouvernement | vice-Premier ministre ; ministre des Services publics              | oui                     |     | Samuelu Teo | Gouvernement            |

| Candidat       | Voix | %       | +/-    | Résultat |
| -------------- | ---- | ------- | ------ | -------- |
| Fauoa Maani    | 328  | 22,86 % | - 1,6  | réélu    |
| Vete Sakaio    | 142  | 9,90 %  | - 14,6 | battu    |
| Samuelu Teo    | 410  | 28,57 % | n/a    | élu      |
| Tavau Teii     | 90   | 6,27 %  | - 10,7 |          |
| Sir Tomu Sione | 300  | 20,91 % | + 2,6  |          |
| Iopu Kaisala   | 165  | 11,50 % | n/a    |          |

### Nui
| Député sortant | Député sortant   | Faction      | Fonctions      | Sortant se représente ? | Élu | Élu                | Positionnement de l'élu |
| -------------- | ---------------- | ------------ | -------------- | ----------------------- | --- | ------------------ | ----------------------- |
|                | Pelenike Isaia   | Opposition   | simple députée | oui                     |     | Mackenzie Kiritome | Opposition              |
|                | Leneuoti Maatusi | Gouvernement | simple député  | oui                     |     | Puakena Boreham    | Gouvernement            |

| Candidat           | Voix | %       | +/-    | Résultat |
| ------------------ | ---- | ------- | ------ | -------- |
| Leneuoti Maatusi   | 227  | 21,25 % | + 6,5  | battu    |
| Mackenzie Kiritome | 249  | 23,31 % | n/a    | élu      |
| Palamene Anelu     | 152  | 14,23 % | n/a    |          |
| Pelenike Isaia     | 150  | 14,04 % | n/a    | battue   |
| Puakena Boreham    | 237  | 22,19 % | n/a    | élue     |
| Taom Tanukale      | 53   | 4,96 %  | - 18,0 |          |

### Nukufetau
| Député sortant | Député sortant | Faction      | Fonctions                                                 | Sortant se représente ? | Élu | Élu           | Positionnement de l'élu |
| -------------- | -------------- | ------------ | --------------------------------------------------------- | ----------------------- | --- | ------------- | ----------------------- |
|                | Enele Sopoaga  | Gouvernement | premier ministre                                          | oui                     |     | Enele Sopoaga | Gouvernement            |
|                | Elisala Pita   | Gouvernement | ministre des Travaux publics et des Ressources naturelles | oui                     |     | Elisala Pita  | Gouvernement            |

| Candidat      | Voix                   | %   | +/- | Résultat  |
| ------------- | ---------------------- | --- | --- | --------- |
| Enele Sopoaga | n/a (pas d'adversaire) | n/a | n/a | reconduit |
| Elisala Pita  | n/a (pas d'adversaire) | n/a | n/a | reconduit |

### Nukulaelae
| Député sortant | Député sortant   | Faction      | Fonctions                                         | Sortant se représente ? | Élu | Élu              | Positionnement de l'élu |
| -------------- | ---------------- | ------------ | ------------------------------------------------- | ----------------------- | --- | ---------------- | ----------------------- |
|                | Namoliki Sualiki | Gouvernement | ministre de l'Intérieur et du Développement rural | oui                     |     | Namoliki Sualiki | Gouvernement            |

| Candidat,        | Voix                   | %   | +/- | Résultat  |
| ---------------- | ---------------------- | --- | --- | --------- |
| Namoliki Sualiki | n/a (pas d'adversaire) | n/a | n/a | reconduit |

### Vaitupu
| Député sortant | Député sortant     | Faction      | Fonctions                                                                       | Sortant se représente ? | Élu | Élu                | Positionnement de l'élu |
| -------------- | ------------------ | ------------ | ------------------------------------------------------------------------------- | ----------------------- | --- | ------------------ | ----------------------- |
|                | Apisai Ielemia     | Opposition   | simple député                                                                   | oui                     |     | Apisai Ielemia     | Opposition              |
|                | Taukelina Finikaso | Gouvernement | ministre de l'Environnement, des Affaires étrangères, du Travail et du Commerce | oui                     |     | Taukelina Finikaso | Gouvernement            |

| Candidat            | Voix | %       | +/-   | Résultat |
| ------------------- | ---- | ------- | ----- | -------- |
| Apisai Ielemia      | 653  | 34,72 % | - 4   | réélu    |
| Taukelina Finikaso  | 574  | 30,52 % | - 4,6 | réélu    |
| Melton Paka Tauetia | 481  | 25,57 % | n/a   |          |
| Foliaki Paolo       | 171  | 9,09 %  | n/a   |          |
| Muau Monise         | 2    | 0,1 %   | n/a   |          |